# Château des Rohan (Saverne)
Pour les articles homonymes, voir Châteaux et palais des Rohan.
Le château des Rohan est un ancien château épiscopal construit à la fin du XVIIIe siècle par l'architecte Nicolas Salins de Montfort. Il se trouve au centre de la ville de Saverne, dans le département du Bas-Rhin, et abrite les musées municipaux.
Il fait l’objet de multiples classements au titre des monuments historiques : en février 1933, en novembre 1934 et en novembre 1995.

## Architecture
L'architecture est du style néoclassique de la fin du XVIIIe siècle construit par l'architecte Salins de Montfort.

## Décoration
La décoration intérieure ne fut jamais achevée car les travaux furent interrompus en 1790 par la Révolution française.

## Histoire

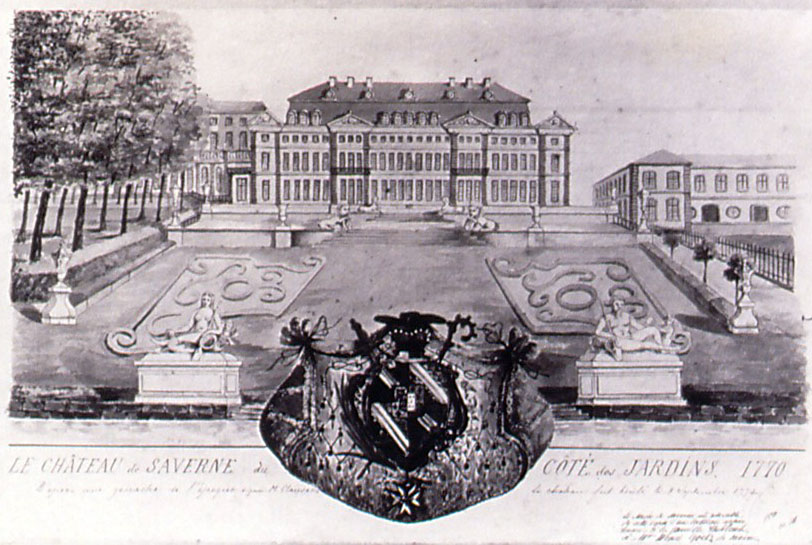
Jardins du château vers 1770.

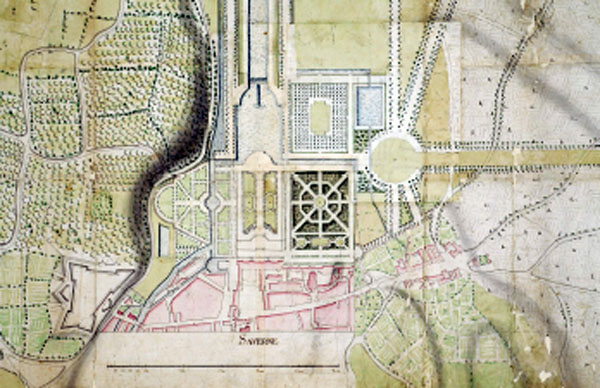
Plan du parc du château.

Le château était d'abord un château médiéval qui fut transformé en résidence par Robert de Cotte au XVIIIe siècle, résidence détruite par un incendie le 8 septembre 1779. Alors, le propriétaire du château, le cardinal Louis René Édouard de Rohan, décida la construction d'un palais plus somptueux que l'ancien. Mais le cardinal de Rohan ne put pas profiter de ce palais, étant entrainé dans l'affaire du collier qui le contraignit à terminer sa vie en exil.
L'architecte Nicolas-Alexandre Salins ne put terminer le palais lorsque éclata la Révolution française. Délaissé jusqu'au Second Empire, le château dut sa conservation à Napoléon III, qui le fit achever pour y loger les veuves des hauts fonctionnaires décédés dans l'exercice de leur fonction.
En 1871, le château fut transformé en caserne allemande, puis française en 1918. En 1952, l'édifice devient une institution municipale culturelle.

### Le parc du château
Dessiné par Robert de Cotte lors de l'aménagement de 1723, les jardins comprenaient un dispositif de deux vastes terrasses descendant vers le parterre de broderie, lui-même se prolongeant par le grand bassin agrémenté d'une gerbe, première pièce d'eau du canal. Statues et vases ornaient ces différents espaces. De part et d'autre se trouvaient le potager, les bosquets, le boulingrin et le jardin agreste.
Le canal, tracé en ligne droite vers l'est, s'étirait à perte de vue sur une longueur totale de quatre kilomètres. La grande pièce d'eau qui l'introduisait mesurait cent-trente mètres en largeur sur deux-cent-vingt mètres en longueur. Le canal à proprement parler avait soixante mètres de large. Il était interrompu au bout de deux kilomètres et demi par un grand bassin circulaire de deux-cent-soixante mètres de diamètre.

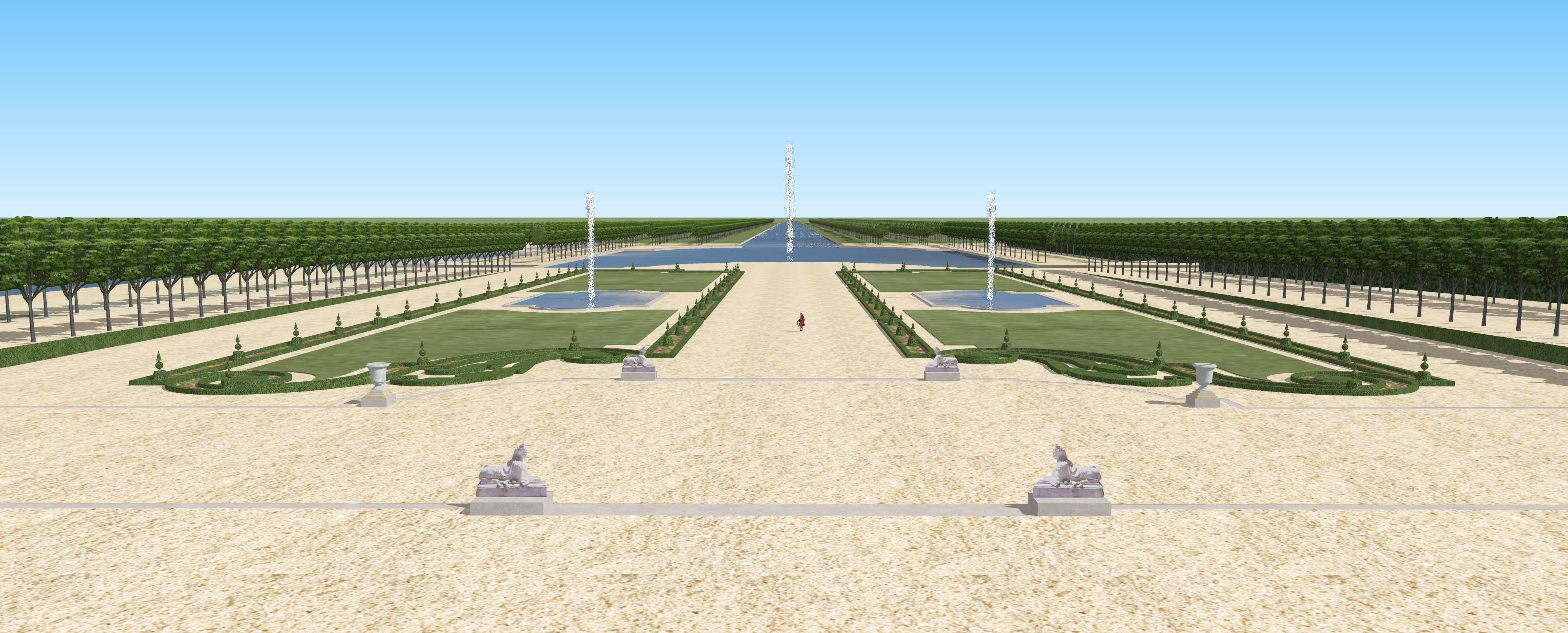
Restitution de la perspective de Saverne au XVIIIe siècle.

## De nos jours
Actuellement, le château des Rohan abrite toute une série d'institutions municipales :
- Le musée d'art et d'histoire. 
 Après ceux de Strasbourg et de Colmar le plus ancien musée municipal d’Alsace. Il accueille de riches collections archéologiques et historiques ainsi que la donation Louise Weiss.
- L'Espace Rohan[4] - Relais Culturel de Saverne, qui accueille toute l'année un programme varié dans sa salle en gradins de 500 places.
- L'école primaire du centre[5].
- Une auberge de jeunesse[6].
- Le poste de police municipale.
- Le Club Vosgien.
- Une série de salons et de salles dédiés à des réunions et des conférences.

## Galerie d'images

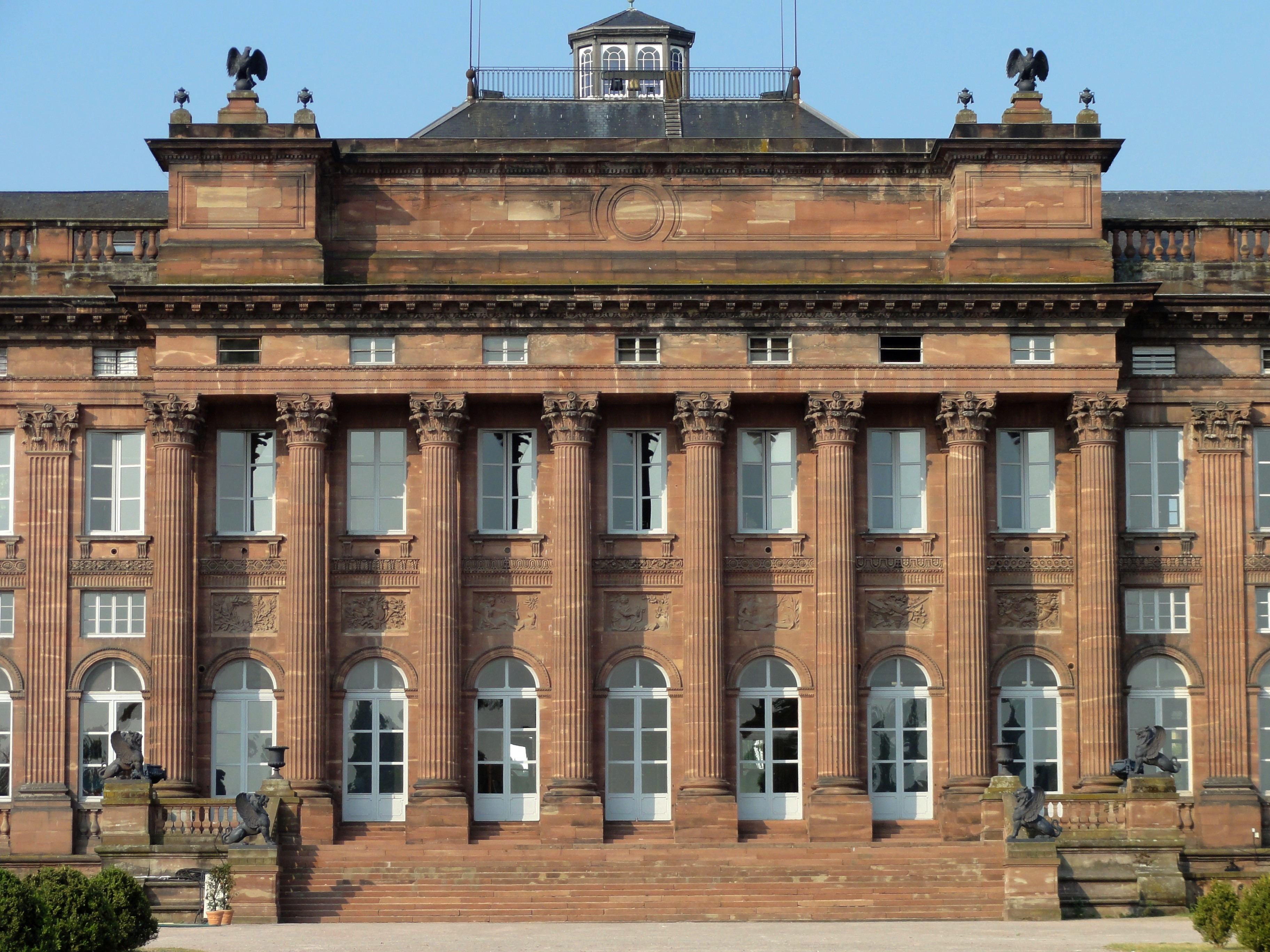
Château côté jardins.
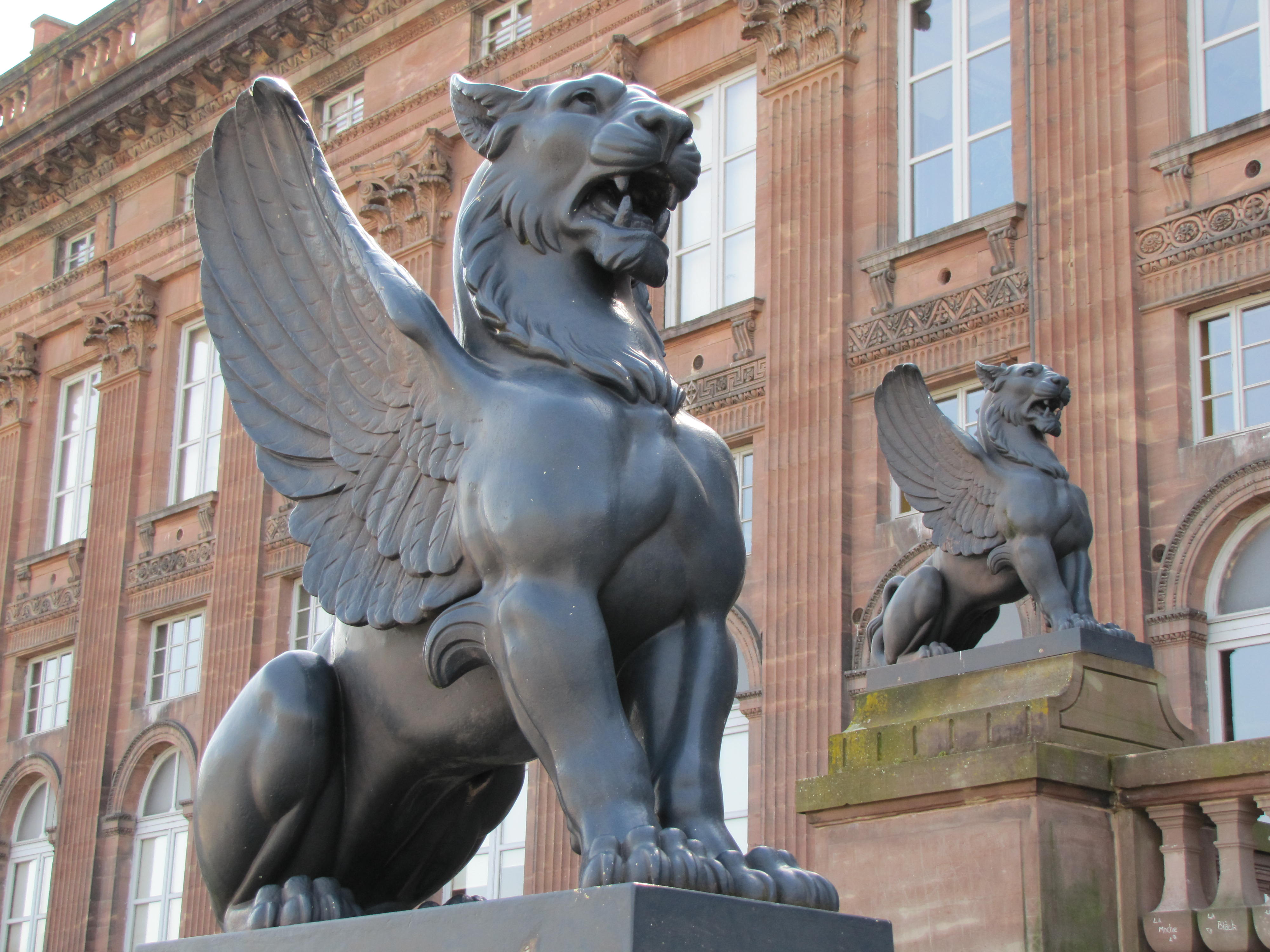
Château côté jardins.

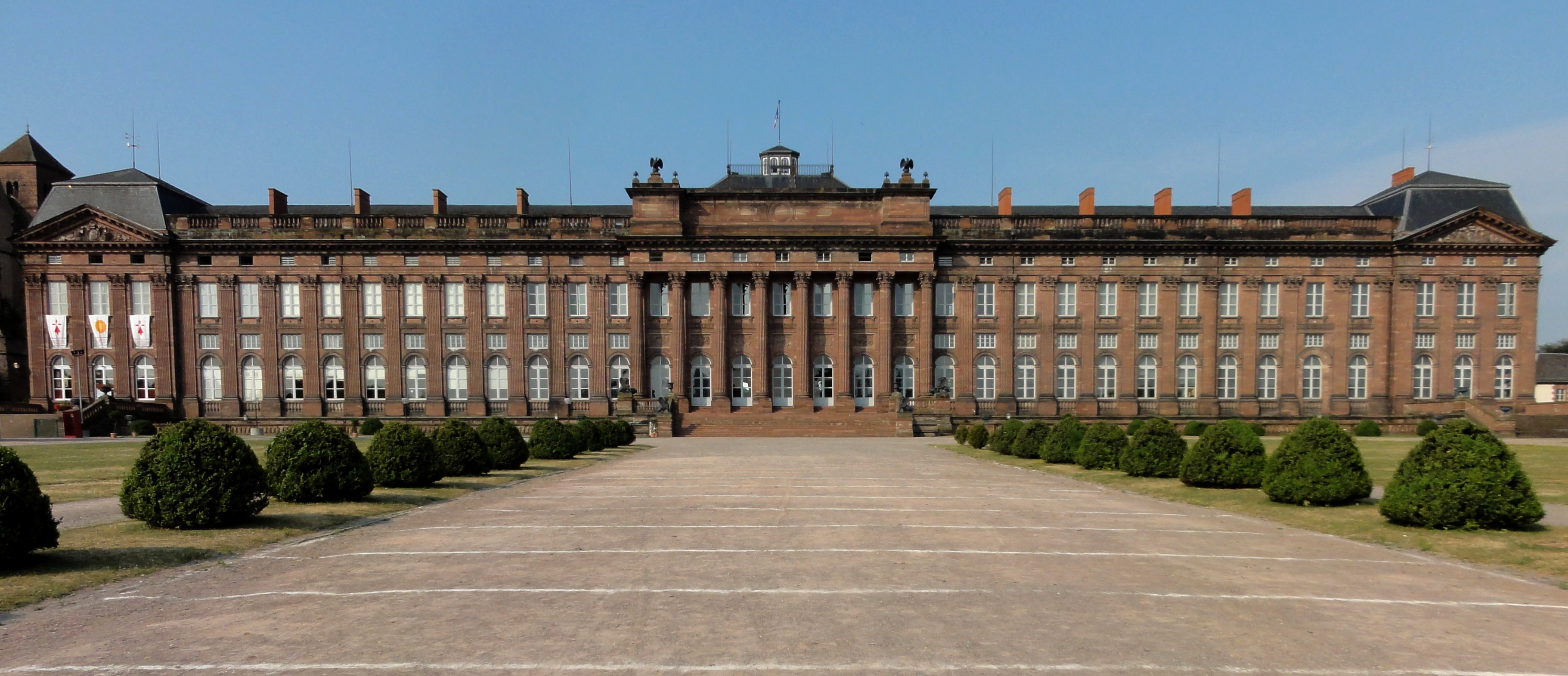
Château côté jardins.

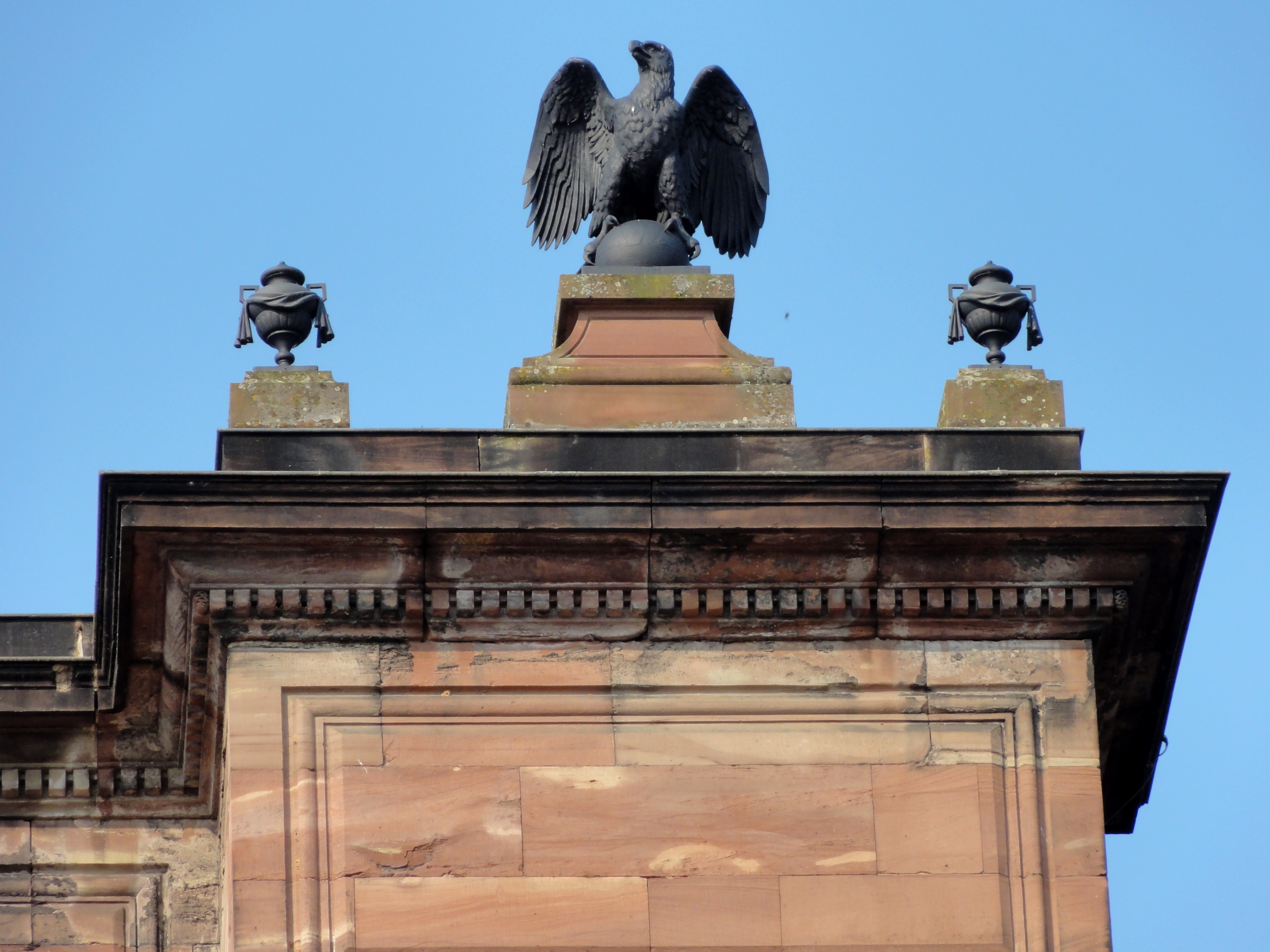
Aigle sur le couronnement.
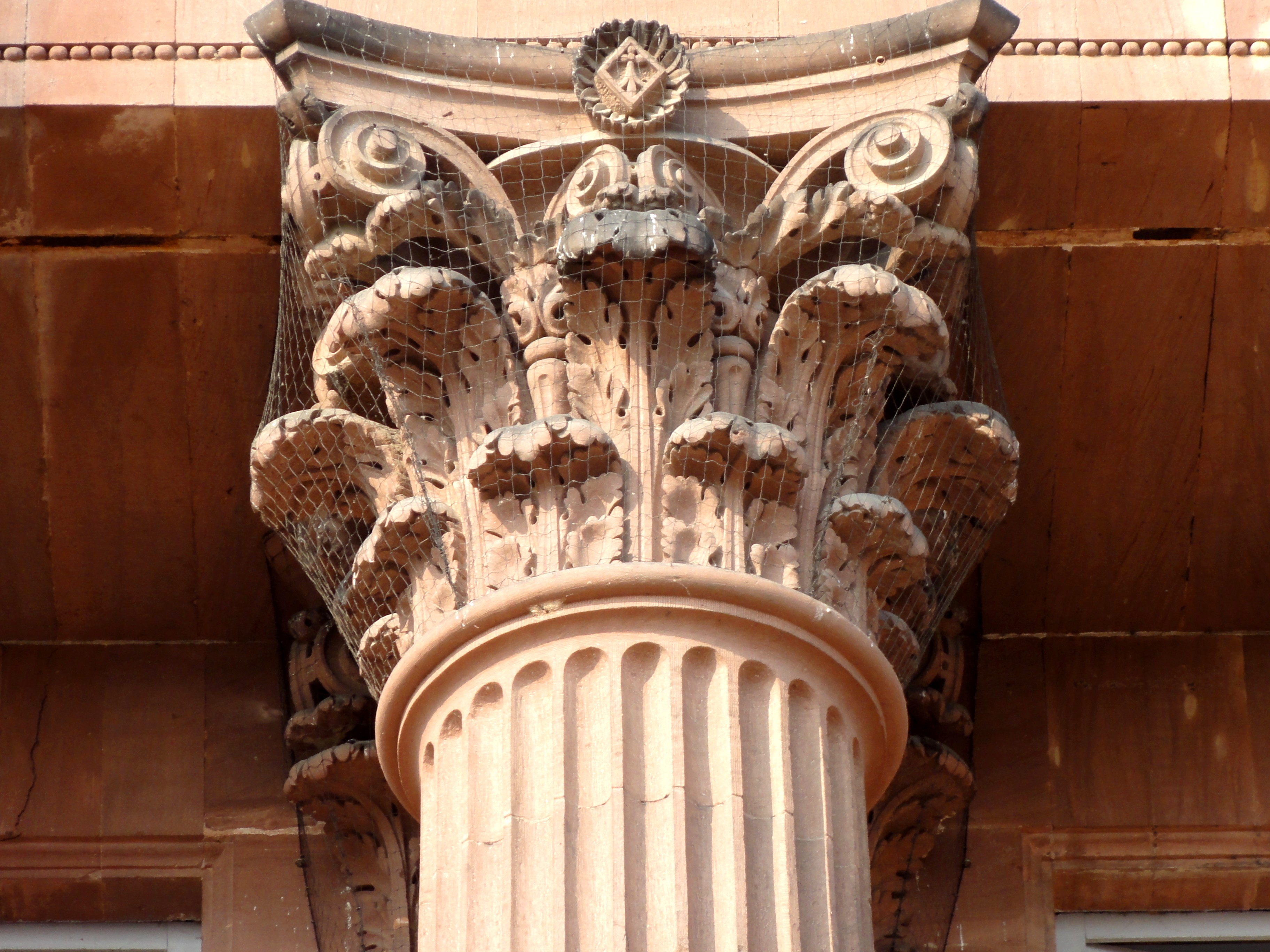
Chapiteau néo-classique.
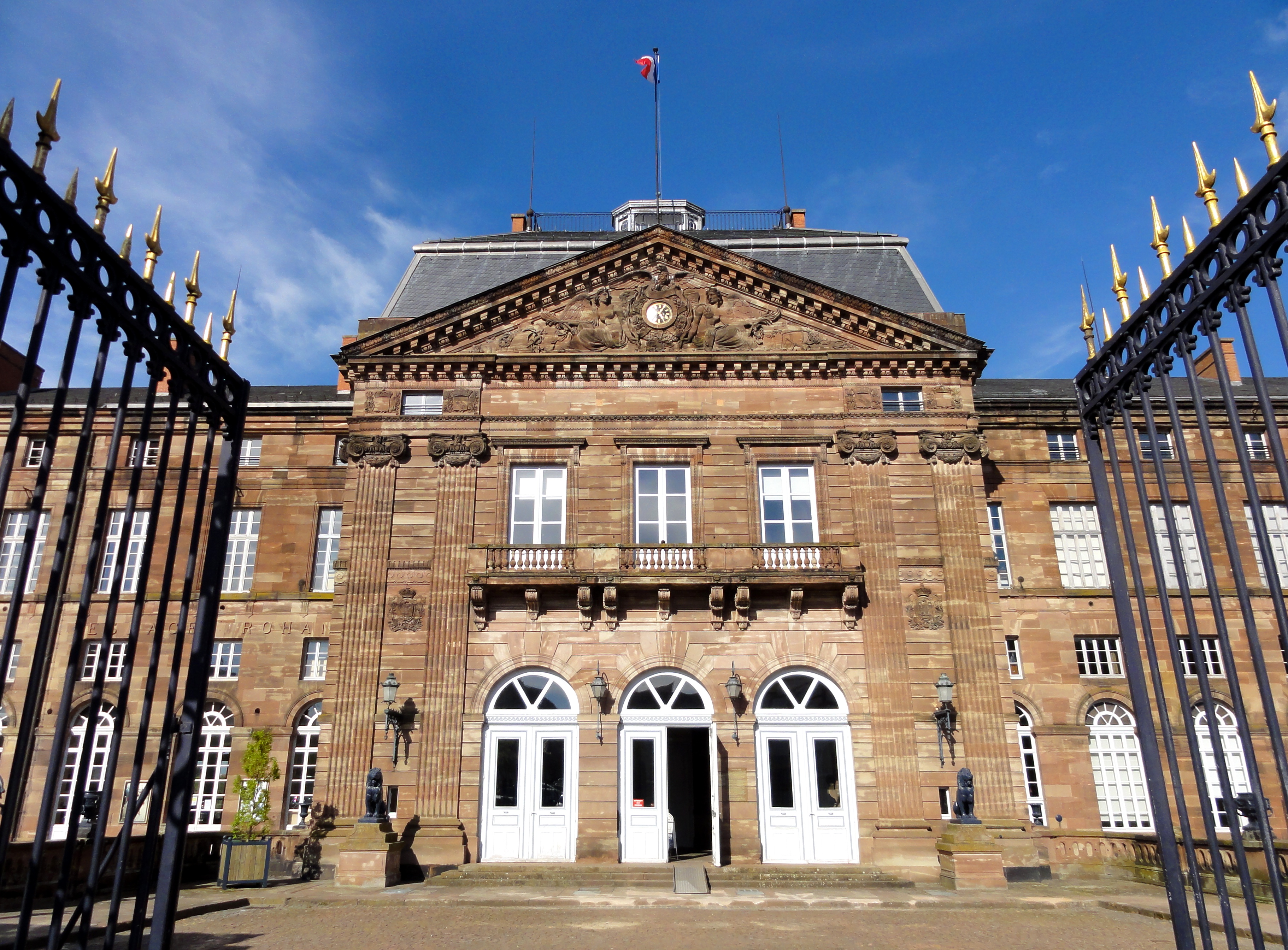
Château côté ville.
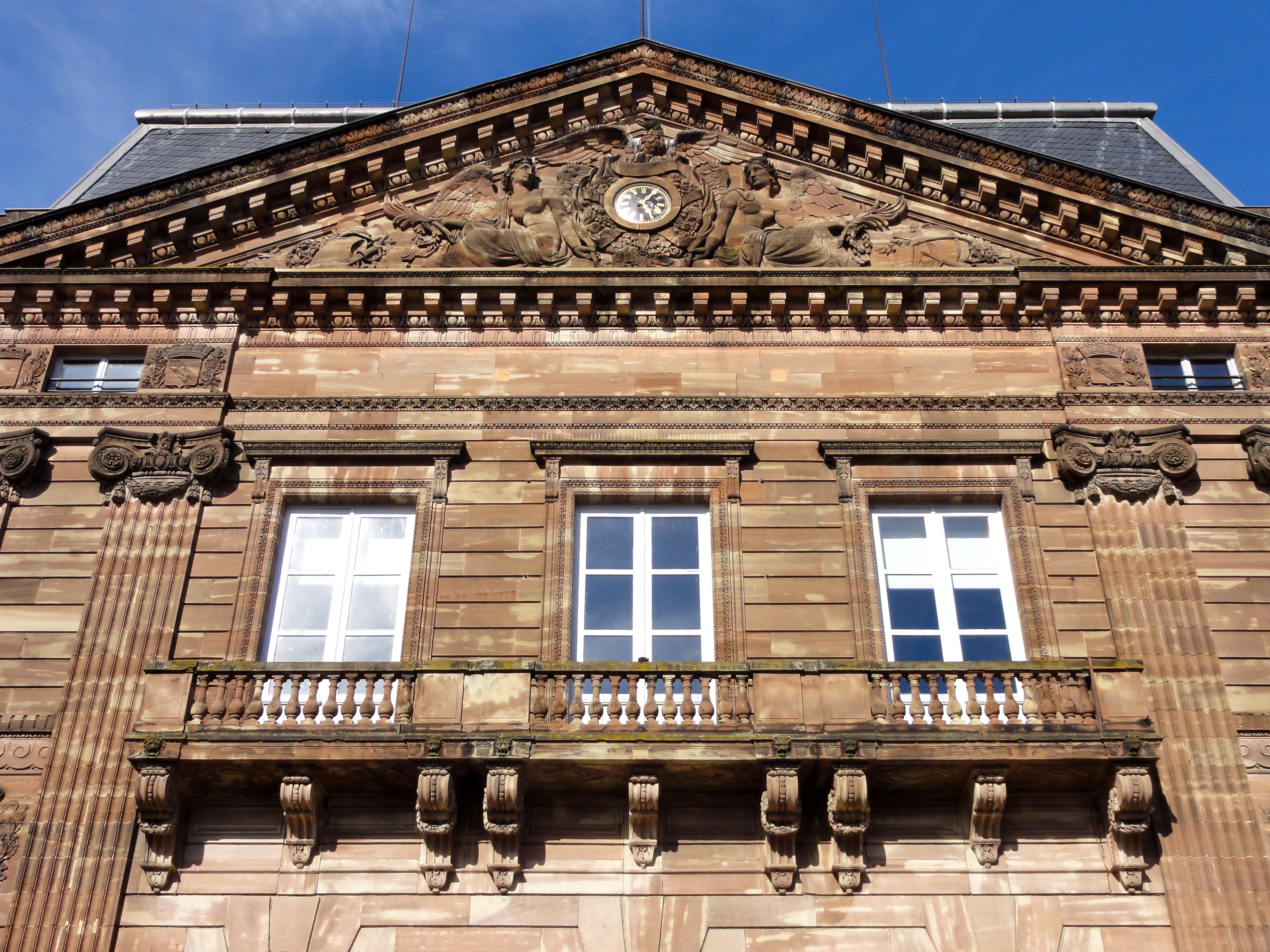
Fronton.
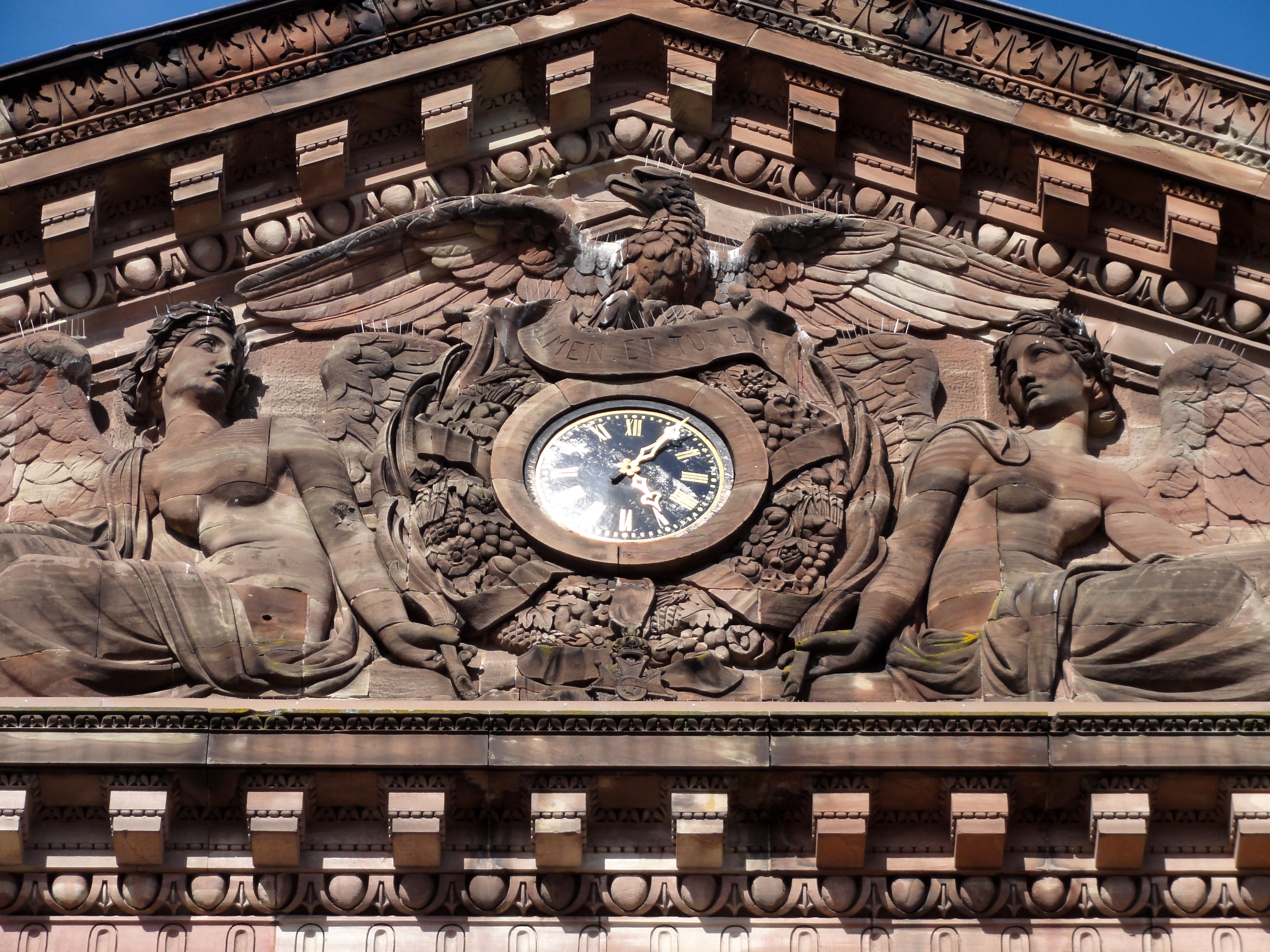
Détails du fronton.